# Marc Laufer
Pour les articles homonymes, voir Laufer.
Marc Laufer est un homme d'affaires français né en 1964 et spécialisé dans le secteur des médias (radio et presse écrite). Il est le cofondateur et directeur exécutif du groupe Altice Media Group (anciennement Mag&NewsCo), lancé en 2015 avec Patrick Drahi.

## Carrière
Marc Laufer est titulaire d'une maîtrise d'Histoire. 
Il commence sa carrière chez NRJ Group en 1990 où il est d'abord responsable du développement, puis directeur des réseaux, directeur de la gestion et enfin secrétaire général. En parallèle il devient directeur général de la radio Nostalgie, avant de devenir directeur général du groupe UPC-Fortel. 
En octobre 2001 il rejoint le groupe NextRadioTV, peu de temps après le rachat de RMC par Alain Weill. Il quitte le groupe en septembre 2006 pour prendre la tête de Noos - Numericable (où il gère notamment l'affaire des « déçus du câble »), avant de revenir chez NextRadioTV six mois plus tard pour reprendre ses fonctions de directeur général délégué. Il prend la tête de La Tribune quand Alain Weill le rachète en 2008, et le reste jusqu'en 2011.
En février 2010 il quitte NextRadioTV.
En 2011 il fonde le groupe NewsCo. Au mois d'avril de la même année il est nommé directeur général du groupe Skyrock, dont il doit gérer les activités opérationnelles en remplacement de Pierre Bellanger, démis de ses fonctions par l'actionnaire principal du groupe Axa Private Equity,. Laufer a alors pour mission de faire baisser les coûts de fonctionnement de la station ; Axa souhaite le voir supprimer 50 emplois sur 200 afin d’atteindre les 30 % de rentabilité souhaités. L'opération suscite un vaste mouvement de protestation de la part de Pierre Bellanger, des équipes de la station, d'auditeurs et de personnalités diverses. Le jour même Marc Laufer est empêché d'entrer dans les locaux de la station. Le 14 avril il s'explique dans une vidéo, où il déclare ne pas vouloir toucher aux fondamentaux de la chaîne. Le jour même Pierre Bellanger, alors propriétaire de 30 % des parts de Skyrock, fait une offre de rachat du reste de la chaîne. En novembre le plan est finalement mis en œuvre, avec une entrée au capital du Crédit agricole, d'Orange et du Fonds stratégique d'investissement ; Pierre Bellanger reste donc à la tête de Skyrock.
En 2012 il fait une proposition de rachat de Sud Radio qui en ferait le premier actionnaire du groupe, en association avec Didier Le Menestrel et Christian Gueugnier, cofondateurs de la Financière de l'Echiquier et d'un investisseur anonyme ; il souhaite à l'époque en faire une radio généraliste. Mais en février 2013 les négociations sont rompues avec Sud Radio Groupe, qui indique que Marc Laufer a modifié « substantiellement et unilatéralement l'offre qui lui avait permis d'entrer en négociations exclusives ».
En 2013 Marc Laufer rachète à NextRadioTV les magazines 01net.com et 01Business pour un euro symbolique, via son groupe She Three qui édite plusieurs titres de presse spécialisée. À cette date She Three compte une trentaine de salariés et dégage un bénéfice de 600 000 euros en 2013 pour un chiffre d'affaires de 4,2 millions d'euros.
En janvier 2014 Marc Laufer fait une offre de rachat des dix magazines du groupe Lagardère (Psychologies, Be, Première, Pariscope, Maison&Travaux, Le Journal de la Maison, Campagne Décoration, Mon Jardin Ma Maison, Auto Moto et Union). Son offre est finalement déclinée au profit de celle du groupe Reworld Media et de l'éditeur belge Rossel, associés au sein du consortium 4B Media. 
Plus tard dans l'année il participe à l'entrée de Patrick Drahi au capital du journal Libération, pour le compte duquel il injecte dans le titre 14 millions d'euros convertibles en actions via une société baptisée Holco B, dont il est propriétaire et dont les fonds proviennent de BoN Finance SA (holding luxembourgeoise de Drahi). Il explique ce montage financier par le fait que « Patrick Drahi n'avait, à l'origine, pas forcément vocation à être directement actionnaire ».
Début 2015 NewsCo rejoint le groupe Mag&NewsCo, dont Marc Laufer et Patrick Drahi sont les cofondateurs.
En 2017, Marc Laufer s'associe à Philippe Lhomme afin de racheter L'Étudiant au Groupe L'Express.